# Cibachrome
Cibachrome nebo Ilfochrome, je fotografický proces pozitiv - pozitiv používaný pro reprodukci (dia)pozitivního filmu na fotografický papír. 

## Historie
Proces cibachrome byl vynalezen a poprvé použit v šedesátých letech min. století firmou Ciba-Geigy ve Švýcarsku. Později byl zakoupen firmou Ilford a přejmenován na "Ilfochrome" a je registrován pod značkou Ilfochrome Classic.

## Technika
Popis obrázku vpravo:
- originální diapozitiv

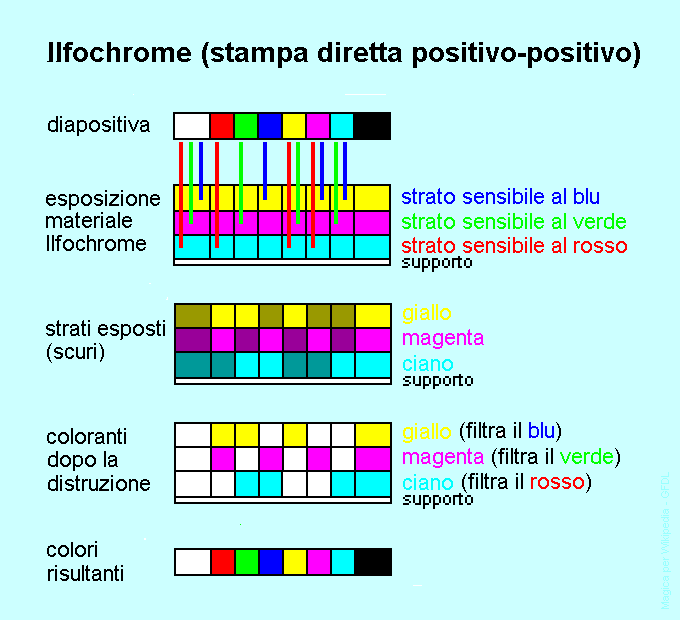
Barevný proces cibachrome

- expozice (osvit) - originál se prosvítí na podložku, která obsahuje tři vrstvy, které jsou citlivé na různé barvy (žlutá/purpurová/azurová), kde reaguje speciální světlocitlivá emulze
- vyvolávání - v osvícených krystalech se vytvoří halogenidy stříbra a maskovací barva
- bělení - vybělení stříbra a barviv
- ustalování a praní - odstranění rozpuštěných solí halogenidu stříbra a všech zbylých rozpuštěných komponentů, vzniká konečný obraz barev stejný jako na předloze.

Výhody: barevná stálost